# رودريك مارتن
رودريك مارتن (بالإسبانية: Roderick Martin)‏ هو متسابق خماسي حديث كولومبي، ولد في 27 أبريل 1959 في بوغوتا في كولومبيا.

## وصلات خارجية
- رودريك مارتن على موقع أوليمبيديا (الإنجليزية)
- رودريك مارتن على موقع اللجنة الأولمبية السويدية (السويدية)